# Tetrapogon ferrugineus
Tetrapogon ferrugineus är en gräsart som först beskrevs av Stephen Andrew Renvoize, och fick sitt nu gällande namn av Sylvia Mabel Phillips. Tetrapogon ferrugineus ingår i släktet Tetrapogon och familjen gräs. Inga underarter finns listade i Catalogue of Life.